# تبراك (القويعية)
تبراك، هي قرية من فئة (ب) تقع في محافظة القويعية، والتابعة لمنطقة الرياض في السعودية. وتبعد تبراك عن محافظة القويعية بمسافة تقارب () كم.